# دیرمیش
دیرمیش (به لاتین: Dyrmish) یک روستا در آلبانی است که در استان اسکراپار واقع شده‌است.